# Костюк, Фёдор Семёнович
Фёдор Семёнович Костюк (1915—1994) — старший лейтенант Советской Армии, участник Великой Отечественной войны, Герой Советского Союза (1945).

## Биография
Фёдор Костюк родился 25 мая 1915 года в селе Могильное (ныне — Гайворонский район Кировоградской области Украины). После окончания педагогического техникума работал учителем в школе. В 1940 году Костюк был призван на службу в Рабоче-крестьянскую Красную Армию. С начала Великой Отечественной войны — на её фронтах. В 1943 году он ускоренным курсом окончил танковое училище. К апрелю 1945 года старший лейтенант Фёдор Костюк командовал танковой ротой 65-й танковой бригады 11-го танкового корпуса 1-й гвардейской танковой армии 1-го Белорусского фронта. Отличился во время боёв на Кюстринском плацдарме.
16-18 апреля 1945 года рота Костюка прорвала немецкую оборону и штурмом взяла посёлки 
Вербиг и Гузов к западу от Зеелова. В бою Костюк получил ранение, но продолжал сражаться.
Вот как описывает подвиг Героя командир 11-го танкового корпуса Ющук И. И. в своей книге «Одиннадцатый танковый корпус в боях за Родину» 

В районе северо-западнее Вербига бригада была контратакована 42 танками и штурмовыми орудиями при поддержке пехоты противника с запада и юго-запада. Танкисты 65-й танковой бригады при поддержке тяжёлых танков 50-го гвардейского тяжёлого танкового полка успешно отразили атаку гитлеровцев. В этом бою отличились экипажи тяжёлой танковой роты гвардии капитана В. А. Романова  50-го гвардейского тяжёлого танкового полка. Они подбили три танка противника и уничтожили много живой силы. Особенно хорошо показали себя при отражении контратаки танковая рота танковой бригады под командованием старшего лейтенанта Ф. С. Костюка и танковый взвод этой же роты под командованием лейтенанта И. А. Гниломёдова. Ими было уничтожено 17 танков и самоходных орудий гитлеровцев. За мужество и геройство проявленные при отражении контратак танков противника старший лейтенант Костюк и командир взвода лейтенант Гниломёдов получили звание Героя Советского Союза.
— Ющук И. И. «Одиннадцатый танковый корпус в боях за Родину».  — Москва: Воениздат, 1962, стр. 149-150.
Указом Президиума Верховного Совета СССР от 31 мая 1945 года старший лейтенант Фёдор Костюк был удостоен звания Героя Советского Союза с вручением ордена Ленина и медали «Золотая Звезда».
В 1946 году Костюк был уволен в запас. Проживал в Гайвороне, работал директором местной школы.
Был также награждён орденами Красного Знамени и Александра Невского, двумя орденами Отечественной войны 1-й степени, рядом медалей.